# Miloslava Rezkova
Miloslava Rezkova (Checoslovaquia, 22 de julio de 1950-19 de octubre de 2014) fue una atleta checoslovaca, especializada en la prueba de salto de altura en la que llegó a ser campeona olímpica en 1968.

## Carrera deportiva
En los JJ. OO. de México 1968 ganó la medalla de oro en el salto de altura, saltando por encima de 1.82 metros, por delante de las soviéticas Antonina Okorokova y Valentina Kozyr, ambas con 1.80 metros.